# Acordulecera silvatica
Acordulecera silvatica – gatunek błonkówki z rodziny Pergidae.

## Taksonomia
Gatunek ten został opisany w 1913 roku przez Petera Jörgensena pod nazwą Acorduleceros sahlbergi. Jako miejsce typowe podano Monte de Bompland w prowincji Misiones w Argentynie. Lektotyp (samica) został wyznaczony w przez Davida Smitha w 1990 roku. 

## Zasięg występowania
Ameryka Południowa, znany z płn. Argentyny (prowincja Misiones), oraz płd. Brazylii (stan Santa Catarina).